# Joint Cybercrime Action Taskforce
J-CAT of Joint Cybercrime Action Taskforce is een internationaal project dat loopt sinds september 2014. Het project duurt 6 maanden en richt zich op computercriminaliteit. Bedoeling is om computercriminaliteit en andere illegale praktijken te voorkomen. Het is een initiatief van het EC3 Europol, de EU Cybercrime Taskforce, de FBI en de Britse National Crime Agency (NCA). Andy Archibald (NCA) leidt het project.

## Ontstaan
J-CAT werd gelanceerd op 1 september 2014 en wordt vanuit Den Haag aangestuurd om computercriminaliteit te bestrijden en zal zowel in de Europese Unie als daarbuiten computercriminaliteit gaan bestrijden. Tijdens de 6 maanden krijgt het de tijd om zijn waarde te bewijzen. Het is een project dat voor het eerst een coalitie samenbrengt van zowel landen binnen de EU als daarbuiten, om de huidige en opkomende cyberbedreigingen aan te pakken.

## Betrokkenen
Het is een internationaal project waarbij de betrokken landen zowel binnen als buiten de EU gelegen zijn. Aan J-CAT nemen 11 verschillende landen deel: het Verenigd Koninkrijk, de Verenigde Staten, Duitsland, Frankrijk, Italië, Nederland, Spanje, Oostenrijk en Canada. Daarnaast hebben Australië en Colombia ook ingestemd om deel te nemen. Naast de 11 verschillende landen, spelen ook private sectoren en overheidsinstellingen een rol binnen J-CAT. Door deze partners erin te betrekken zorgt J-CAT voor een grotere capaciteit en vermogen om cybercriminaliteit aan te pakken.

## Werking
Internet laat toe dat cybercriminelen overal aan het werk kunnen. Ze zijn niet gebonden aan politieke grenzen en hoeven zich niet in hetzelfde land te bevinden als hun slachtoffers. Ze kunnen door middel van servers aanvallen lanceren waarbij ze financiële instellingen, veiligheidsdiensten of andere instanties bestelen. Landelijke veiligheidsdiensten blijven daarentegen wel binnen de geografische grenzen, dit compliceert de aanpak van computercriminaliteit. Internationale samenwerking is cruciaal om inlichtingen uit te wisselen of om prioriteiten op elkaar af te stemmen.
J-CAT pakt computercriminaliteit aan in diverse vormen. Ze verzamelen gegevens over cybermisdaden en cybercriminelen. Vervolgens gaan ze actie voeren tegen sleutelfiguren binnen de cybercriminaliteit. Ook gaan ze bedreigingen identificeren en aanpakken. Hun werkveld is erg uitgebreid, het gaat van ondergrondse fora en malware tot Trojaans paarden, Internetfraude of andere grote cybermisdaden.

## Doelstellingen
De doelstellingen zijn enerzijds strategisch en anderzijds operationeel. J-CAT gaat proberen computercriminaliteit zoveel mogelijk te voorkomen maar ook verstoren en repressief aanpakken. Een voorbeeld hiervan is cybercriminelen aanpakken en hun illegale winsten zoveel mogelijk reduceren. Dit alles kan niet alleen bereikt worden door rechts- en wetgevingsinstanties maar zal een geconsolideerde inspanning vragen van veel soorten actoren. J-CAT zal hierbij proberen een groot deel van deze taak op zich te nemen.